# Voando pro Pará
"Voando pro Pará" é uma canção da cantora brasileira Joelma, contida em seu álbum de estreia autointitulado, Joelma (2016). Foi composta por Chrystian Lima, Isac Maraial, Nilk Oliveira e Valter Serraria. A canção foi gravada nos estúdios Somax, em Recife, sendo produzida pela própria intérprete em conjunto com Tovinho. A faixa foi lançada em 9 de dezembro de 2015 de forma independente, servindo como o primeiro single do álbum. Joelma caracterizou a música como um calypso com fragmentos de tecnomelody e "até o dance com com uma levada diferente". A letra destaca o afeto da cantora pelo seu estado natal, o Pará, e cita diversos pontos turísticos da capital do estado, Belém, como Mercado Ver-o-Peso, Estação das Docas e Mangal das Garças, além de comidas típicas da região como tacacá, pupunha e açaí. "Voando pro Pará" foi recebida com críticas positivas pela mídia especializada.
Em 2023, "Voando pro Pará" ganhou popularidade viral novamente e figurou no top 200 do Spotify brasileiro, tornando Joelma a primeira artista de origem paraense a entrar na tabela com uma canção solo, além de figurar na parada de canções virais do Brasil e de Portugal na plataforma. O sucesso da música foi atribuído como responsável por despertar um interesse generalizado do público sobre o tacacá, aumentando a procura pelo prato e tornando a iguaria na comida mais pesquisada no Google em 2023 no Brasil. O fenômeno foi chamado pela mídia de "Efeito Joelma". Um remix produzido pelo DJ e cantor Pedro Sampaio, contido em seu sexto álbum ao vivo Isso É Calypso Tour Brasil: Ao Vivo em Belém (2024), foi lançado como o primeiro single do projeto em 1⁰ de fevereiro de 2024 de forma independente.

## Antecedentes e lançamento
Em 1999, Joelma formou com o guitarrista Ximbinha, seu então marido, a Banda Calypso, que lançou 13 álbuns de estúdio e 10 álbuns ao vivo, vendendo mais de 20 milhões de cópias. Em 19 de agosto de 2015, a assessoria de imprensa da banda anunciou a separação de Joelma e Ximbinha. No Programa da Sabrina exibido em 29 do mesmo mês, ela anunciou o fim das atividades da banda para dezembro. Em novembro, foi divulgado que a cantora já estava selecionando material para seu álbum de estreia em carreira solo. "Voando pro Pará" foi lançada em 9 de dezembro de 2015 de forma independente, servindo como o primeiro single do álbum.

## Composição
"Voando pro Pará" é fruto de um trabalho colaborativo entre Chrystian Lima, Isac Maraial, Nilk Oliveira e Valter Serraria para homenagear os 400 anos de Belém, capital do Pará, que seriam completados em 12 de janeiro de 2016. A canção foi gravada nos estúdios Somax, em Recife, sendo produzida por Joelma em conjunto com Tovinho. Joelma caracterizou a música como um calypso com fragmentos de tecnomelody e "até o dance com uma levada diferente". A letra destaca o afeto da cantora pelo Pará, seu estado natal, e cita diversos pontos turísticos de Belém, como Mercado Ver-o-Peso, Estação das Docas e Mangal das Garças, além de comidas típicas da região como tacacá, pupunha e açaí. O portal GCMAIS escreveu que a canção "é divertida e positiva. Ela é fácil de cantar junto e tem uma mensagem que é fácil de se identificar". Rafael Capanema, do Núcleo Jornalismo, disse que "Voando pro Pará" tem um "refrão irresistível".

A inspiração para a letra de "Voando pro Pará" surgiu de uma conversa entre os compositores Isac Maraial e Valter Serraria. Valter morou em Belém por cinco anos e comentou que sentia saudade da região, compartilhando memórias e experiências vividas na cidade; o desejo dele era de poder retornar o quanto antes. A ideia inicial era falar sobre a chegada do período de férias e a vontade de voar para o Pará. A música foi se estruturando à medida que os dois compositores exploravam elementos da cultura paraense, desde o clássico de futebol Re-Pa até o Mercado Ver-o-Peso. Após mostrar a ideia da canção para Joelma, Maraial não conseguiu finalizar a música com Serraria, pois ele precisou ir embora, finalizando a letra com Chrystian Lima em Recife. Ao longo do processo criativo, a letra começou a se desenvolver ao mencionar outros pontos turísticos, como o Mangal das Garças. Em entrevista a'O Liberal, Maraial revelou que "Voando pro Pará" demorou dois meses para ser concluída e que "o toque final veio de Joelma, que contribuiu com um detalhe gastronômico crucial: a pupunha com café":
"Joelma passou e pedimos para ela dizer algumas comidas do Pará e ela disse: 'Eu amo pupunha com café'. E eu perguntei o que era, e ela disse que era uma delícia […] Essa interação resultou na icônica linha da música que menciona a saudade da pupunha com café, algo que Joelma realmente aprecia."

## Crítica profissional
Em resenha publicada no blog Muito Mais POP, Fala MarVin escreveu que a canção "mostra que Joelma não perdeu o gás e que manteve o padrão Calypso, mas com algo em especial, o seu toque mágico de fazer com tudo saia do jeito que os fãs adoram", completando que a faixa "é empolgante, contagiante, envolvente, criativa, revigorante".

## Apresentações ao vivo e uso na mídia
Em 26 de dezembro de 2015, Joelma fez a primeira apresentação televisionada de "Voando pro Pará" no Legendários. A cantora incluiu a canção no repertório de sua primeira turnê, a Tour Avante, que teve início em 18 de março de 2016 com um show em Goiânia. Durante a promoção do álbum em 2016, ela cantou a faixa em programas de televisão como Encontro com Fátima Bernardes, Xuxa Meneghel, Programa do Ratinho, Programa da Sabrina, Sabadão com Celso Portiolli, Hora do Faro, Música Boa Ao Vivo, Gugu, Domingo Show e Eliana. Em 25 de outubro, Joelma performou "Voando pro Pará" como parte de um medley com "Não Teve Amor" no Prêmio Multishow de Música Brasileira de 2016.
Em 2016, "Voando pro Pará" foi usada em uma campanha institucional da Rede Liberal, afiliada da TV Globo no Pará, para celebrar os 400 anos de Belém. A campanha venceu o Prêmio Globo de Programação de Melhor Chamada de Ação Regional. Em 2019, Joelma gravou uma paródia da canção para a campanha de inauguração das lojas do Magazine Luiza no Pará. Em 2023, a cantora gravou uma paródia da canção para uma campanha publicitária do Guaraná Antarctica, na qual troca a palavra "tacacá" por "guaraná".
Em 13 de outubro de 2024, a canção foi usada na apresentação de Juan Paiva durante o quadro Batalha do Lip Sync do Domingão com Huck, onde Joelma também chegou a se apresentar com o ator. A performance repercutiu nas redes sociais.

## Legado e impacto
Em 2023, "Voando pro Pará" tornou-se viral no TikTok e ganhou popularidade novamente. O vocalista do grupo mexicano RBD, Christian Chávez, cantou um trecho da canção durante um show da turnê Soy Rebelde Tour, realizado em 10 de novembro de 2023 no Estádio Olímpico Nilton Santos, no Rio de Janeiro. O sucesso viral da canção foi atribuído como responsável por despertar um interesse generalizado do público sobre o tacacá, aumentando a procura pelo prato em cerca de 70%. Em outubro de 2023, o Google Trends registrou um pico de interesse de buscas pela iguaria desde 2004. Em dezembro, a ferramenta divulgou que o tacacá foi a comida mais pesquisada no Google em 2023 no Brasil. O fenômeno foi chamado pela mídia de "Efeito Joelma".

## Remixde Pedro Sampaio
"Voando pro Pará (Pedro Sampaio Remix)" é um remix de "Voando pro Pará" produzido pelo DJ e cantor brasileiro Pedro Sampaio, contido no sexto álbum ao vivo de Joelma, Isso É Calypso Tour Brasil: Ao Vivo em Belém (2024). Foi lançado como o primeiro single do álbum em 1⁰ de fevereiro de 2024 de forma independente. 

### Antecendentes e lançamento
Em 20 de setembro de 2023, Joelma anunciou, em suas contas nas redes sociais, a terceira gravação de seu projeto ao vivo Isso É Calypso Tour Brasil para 25 de novembro de 2023 em Belém, sem local definido. No dia seguinte, a cantora comunicou que a gravação foi antecipada para ocorrer em 24 de novembro no Mangueirão. Em 25 de setembro, durante uma transmissão ao vivo em sua conta no Instagram, o DJ e cantor Pedro Sampaio atendeu o pedido de um telespectador e criou um remix de "Voando pro Pará". Em 7 de novembro, Joelma cantou a canção como parte de um medley de Pedro Sampaio na abertura do Prêmio Multishow de Música Brasileira de 2023.
Em uma entrevista concedida durante a premiação, a cantora revelou que havia fechado uma parceria musical para o projeto no ensaio da apresentação ocorrido no dia anterior. No dia seguinte, Sampaio postou no X que estava "dando uma olhada na [...] agenda pra 24/11", aumentando as especulações de que ele participaria do projeto. A cantora confirmou a participação especial do DJ no mesmo dia da gravação. Joelma e Sampaio colaboraram juntos em um remix de "Voando pro Pará" produzido por ele, mesclando toques de tecnomelody com batidas de funk carioca. O DJ começou a tocar o remix em um show realizado em 13 de janeiro de 2024, em Maceió. Após muitos pedidos, a versão foi lançada em 1⁰ de fevereiro de 2024, servindo como o primeiro single do álbum. Seu vídeo ao vivo foi lançado no dia 22 do mesmo mês.

## Prêmios e indicações
| Ano  | Prêmio               | Categoria                            | Resultado | Ref.   |
| ---- | -------------------- | ------------------------------------ | --------- | ------ |
| 2024 | SEC Awards           | Feat do Ano (remix de Pedro Sampaio) | Indicado  | [ 51 ] |
| 2024 | Troféu Danado de Bom | Melhor Música do São João            | Venceu    | [ 52 ] |
| 2025 | Troféu Internet      | Melhor Música                        | Venceu    | [ 53 ] |
| 2025 | Troféu Imprensa      | Melhor Música                        | Indicado  | [ 53 ] |

## Desempenho comercial
Em novembro de 2023, seguindo uma tendência viral do TikTok, "Voando pro Pará" figurou na parada de canções virais do Brasil e de Portugal no Spotify, alcançando as posições 17 e 9, respectivamente. Joelma teve um crescimento de 390% em streams no Spotify e a canção se tornou a mais ouvida da cantora na plataforma. No Deezer, os picos de audição da faixa foram nos dias 11 e 26 de novembro. Em dezembro de 2023, a canção somava mais de 40 milhões de plays nas plataformas digitais. No dia 25 do mesmo mês, "Voando pro Pará" estreou na posição de número 188 no top 200 do Spotify brasileiro, com mais de 200 mil reproduções, tornando Joelma a primeira artista de origem paraense a entrar na tabela com uma canção solo. Em 1⁰ de janeiro de 2024, a canção saltou 56 colocações e alcançou a posição de número 132 no ranking da plataforma. No mesmo ano, "Voando pro Pará" foi certificada com ouro pela Pro-Música Brasil (PMB).

### Paradas semanais
| Parada musical (2024) | Melhor posição |
| --------------------- | -------------- |
| Brasil (Top 10 Forró) | 2              |

## Vendas e certificações
| Região                                                        | Certificação | Vendas  |
| ------------------------------------------------------------- | ------------ | ------- |
| Brasil (Pro-Música Brasil)                                    | Ouro         | 40,000‡ |
| ‡vendas+valores de streaming baseados somente na certificação |              |         |